# Cribellum
Il cribellum è una sottile struttura laminare simile a un pettine, presente in numerose specie di ragno, che separa le fibre di seta combinandole in una struttura lanosa. La seta prodotta dalle specie provviste di cribellum è molto più sottile e adesiva di quella dei ragni privi di questa struttura.
È un omologo funzionale delle filiere anteriori presenti nei Mesothelae e nei Mygalomorphae (i quali sono invece sprovvisti del cribellum).
La presenza del cribellum è stata utilizzata in passato per suddividere i ragni Araneomorphae in cribellati ed ecribellati. In realtà si è visto che all'interno di molte famiglie vi sono sia specie cribellate che ecribellate . In atto il cribellum è considerato un carattere simpleiomorfo: l'antenato comune di tutti gli araneomorfi era verosimilmente cribellato e questo carattere è stata secondariamente perduto in alcune specie .
Attualmente si conoscono 22 famiglie di ragni Araneomorphae che comprendono almeno una specie cribellata: Agelenidae, Amaurobiidae, Amphinectidae, Austrochilidae, Ctenidae, Deinopidae, Desidae, Dictynidae, Eresidae, Filistatidae, Gradungulidae, Hypochilidae, Miturgidae, Nicodamidae, Oecobiidae, Psechridae, Stiphidiidae, Tengellidae, Titanoecidae, Uloboridae, Zoropsidae .